# Andrei Alexandrowitsch Klischas

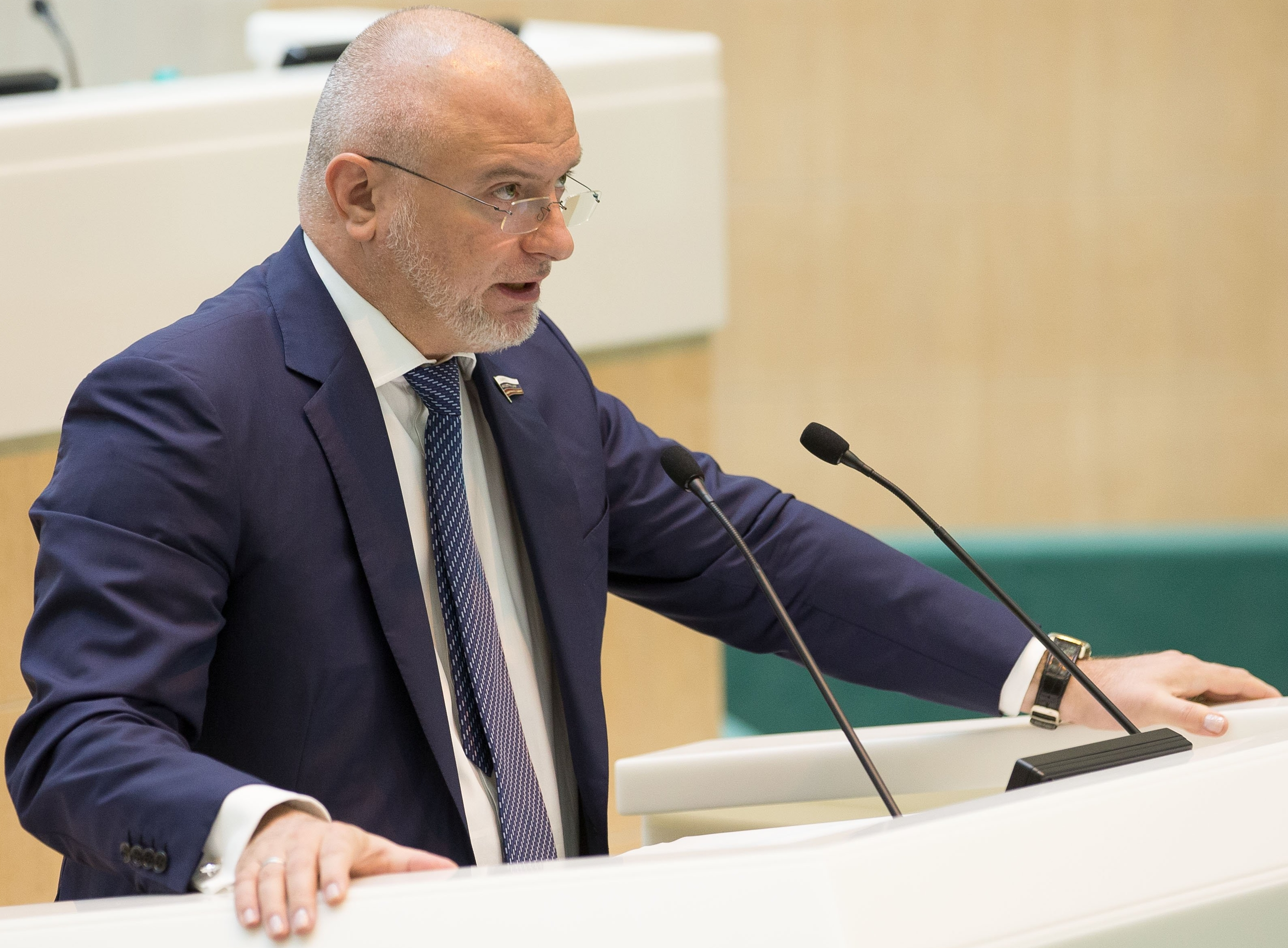
Andrei Alexandrowitsch Klischas (2016)

Andrei Alexandrowitsch Klischas (russisch Андрей Александрович Клишас; litauisch Andrėjus Klišas; * 9. November 1972 in Swerdlowsk) ist ein russischer Politiker. Er gehört dem Föderationsrat an.

## Biographie
Klischas studierte zwischen 1990 und 1993 an der philosophischen Fakultät der Staatlichen Gorki-Universität des Uralgebiets. Im Anschluss zog er nach Moskau und studierte dort Wirtschaft und Recht an der Russischen Universität der Völkerfreundschaft, die er im Jahr 2000 mit Auszeichnung abschloss. Einer seiner Kommilitonen war der spätere Oppositionsführer Alexei Nawalny.
Von 1998 bis 2010 war Klischas in der Holding Interros tätig und stieg hier mit der Zeit zum Vorstandsvorsitzenden auf.
Im April 2014 setzte die US-amerikanische Regierung und die Europäische Union Klischas infolge des russischen Kriegs in der Ukraine auf die nach der Krimannexion durch Russland aufgestellte Sanktionsliste, die Klischas die Einreise in die Vereinigten Staaten und die Mitgliedstaaten der Europäischen Union verbietet. Im russischen Föderationsrat unterstützte er öffentlich die völkerrechtswidrige russische Annexion der Krim.